# Американ Эйрлайнс-центр
«Американ Эйрлайнс-центр» или «Американ Эрлайнз Сентер» (англ. American Airlines Center) — многофункциональная арена, расположенная в парке Победы в Далласе, Техас. Является домашней ареной для команд «Даллас Маверикс» Национальной баскетбольной ассоциации, «Даллас Старз» Национальной хоккейной лиги и «Даллас Виджилантс» AFL. Арена также используется для многочисленных концертов и мероприятий.
В 1998 году владелец баскетбольной команды «Даллас Маверикс» Генри Росс Перот младший и «Даллас Старз» анонсировали решение о строительстве нового спортивного комплекса для замены устаревшей «Реюнион-арены» (англ. Reunion Arena). Руководство города Даллас утвердило новые отельные сборы и новые налоги на аренду автомобилей для покрытия части расходов на строительство арены. Остальные расходы должны были покрыть «Маверикс» и «Старз».
18 марта 1998 года компания American Airlines анонсировала покупку прав на название арены за 195 млн долларов.
27 июля 2001 года состоялось торжественное открытие арены. Первым концертом на этой арене стал концерт группы Eagles, который состоялся на следующий вечер. Первое спортивное мероприятие состоялось 19 августа 2001 года, когда команда «Даллас Сайдкикс» (World Indoor Soccer League) принимала «Сан-Диего Сокерз».

## Награды[4]
- № 3 Top Venue in US, Billboard, 2009
- № 9 Top Venue World Wide, Billboard, 2009
- № 2 Year End US Ticket Sales, Poll Star, 2009
- № 9 Year End World Wide Ticket Sales, Poll Star, 2009
- № 4 Year End US Ticket Sales, Poll Star, 2008
- № 12 Year End World Wide Tickets Sales, Poll Star, 2008
- № 4 America’s Most Lucrative Arenas, Forbe Magazine, 2008
- № 4 Year End US Ticket Sales, Poll Star, 2007
- № 9 Year End World Wide TIcket Sales, Pollstar, 2007
- American Builders and Contractors North Texas Excellence in Construction Award of Merit, 2007 — American Airlines Center Platinum Club Renovation
- Readers Pick, Best Sports Venue, 2007 — Dallas Observer
- Concert Venue of the Year, 2006 — Pollstar Magazine
- Slam Dunk Award, 2003, 2004, 2006, 2007 — Harlem Globetrotters
- Top Dog Venue of the Year, 2003 — Tour Guide Magazine
- «Voice of the Fan» Program, 2002 & 2003 — Top ranking facility in most customer services and design related categories
- Best Sports Venue, 2002 & 2003 — Dallas Observer
- Facility of Merit, 2002 — Athletic Business
- QUOIN Award, 2002 — Associated General Contractors of America/Dallas/Fort Worth Chapter
- Engineering Excellence Award, 2002 — American Council of Engineering Companies
- Real Estate Deals Award, 2002 — Dallas Business Journal
- Project of the Year Award, 2002 — Masonry Construction
- Record for Longest Ribbon and Largest Ribbbon Cutting, 2001 — Книга рекордов Гиннесса
- Best New Major Concert Venue for 2001 — Pollstar Magazine
- Phoenix Award, 2001 — United States EPA
- Golden Trowel Award of Excellence, 2001 — United Masonry Contractors Association
- International Excellence in Masonry Award, 2001 — Masonry Contractors Association of America
- Mega Project Over $100 Million, 2001 — Associated Builders and Contractors
- Best of 2001 Judges Award, 2001 — F.W. Dodge
- Outstanding Project Team of the Year, 2001 — American Subcontractor Association
- Outstanding Project Over $25 Million, 2001 — American Subcontractor Association
- Minority Business Development Agency Outstanding Corporate Award for its M/WBE achievements, 2000 & 2001
- City of Dallas Senior Affairs Commission and Friends of Senior Affairs has recognized Center Operating Co. with the 2003 Employer of the Year award, which was presented at MayFair 2003, the City’s Fourteenth Annual event for Older Americans Month

## События
- Арена принимала 55-й Матч всех звезд НХЛ 24 января 2007 года[5].
- В 2006 году вместе с «Американ Эйрлайнс-ареной» принимала финальные игры чемпионата НБА.
- На арене часто проходили шоу WWE, такие как Survivor Series 2003[6], WWE Night of Champions, а также множество эпизодов WWE Raw, WWE SmackDown!, and ECW. 3 октября 2010 года запланировано ппв шоу WWE Hell In A Cell.
- Арена принимала Big 12 Basketball Tournament в 2003, 2004 и 2006 годах.
- С 2005 года на арене проходит родео Built Ford Tough Series.
- 19 сентября 2009 года на арене проходил UFC 103.
- Бритни Спирс трижды выступала в «Американ Эйрлайнс-центре». Первый раз во время её Dream Within A Dream Tour в июле 2002 года[7], а также два раза 31 марта 2009 года и 18 сентября 2009 во время Circus Tour[8][9].
- 29 сентября 2009 года в рамках World Magnetic Tour на арене выступала Металлика.
- 19 июня 2011 года на арене прошли 2 четвертьфинальных поединка Гран-при Strikeforce в тяжёлом весе.